# Columbia University Press
Columbia University Press je američka akademska izdavačka kuća. Sjedište se nalazi u Sjedinjenim Američkim Državama u New Yorku, u saveznoj državi New Yorku. Djeluje kao jedinica Sveučilišta Columbije.
Član je Američkog udruženja sveučilišnih nakladnika.

## Povijest
Korijeni sežu u 1893. godinu., Bavi se izdavanjem knjiga, ponajviše naslova iz područja humanističkih i drugih znanosti, među ostalim i na područjima studija književnosti i kulture, povijesti, socijalnog rada, sociologije, religije, filma i međunarodnih odnosa.
Na čelu ove kuće od 2014. godine je Jennifer Crewe. 
Columbia University Press poznata je po objavljivanju referentnih radova kao što je The Columbia Encyclopedia (od 1935.), The Columbia Granger's Index to Poetry (internetski kao The Columbia World of Poetry Online) i The Columbia Gazetteer of the World (internetsko izdanje) i po objavljivanju glazbenih izdanja.
Među prvim je američkim sveučilišnim nakladnicima koji objavljuju knjige u elektroničkom formatu. Godine 1998. Columbia UP pokrenula je internetske stranice Columbia International Affairs Online koje su dostupne samo na internetu i Columbia Earthscape (2009.).

## Vanjske poveznice
- Službene stranice Columbia University Pressa
- Columbia Gazetteer of the World
- Journals & Books Full Text Online | Columbia University Libraries  Arhivirana inačica izvorne stranice od 4. listopada 2015. (Wayback Machine)
- Publikacije Columbia University Pressa
- Columbia University Press na Facebooku
- Columbia University Press na Scribdu
- Columbia University Press na Twitteru